# Paolo Romeo
Paolo Romeo (Acireale, 20 febbraio 1938) è un cardinale e arcivescovo cattolico italiano, dal 27 ottobre 2015 arcivescovo emerito di Palermo.

## Biografia
Nasce ad Acireale, sede vescovile in provincia di Catania, il 20 febbraio 1938. È il quinto di nove figli.

### Formazione e ministero sacerdotale
Dopo le scuole primarie entra nel seminario vescovile di Acireale dove, dopo gli studi ginnasiali e del liceo, inizia quelli di teologia. Inviato a Roma nel 1959 per studiare all'Almo collegio Capranica, completa gli studi accademici conseguendo la licenza in teologia presso la Pontificia Università Gregoriana e la laurea in diritto canonico presso la Pontificia Università Lateranense.
Il 18 marzo 1961 è ordinato presbitero, nella cappella del seminario vescovile di Acireale, dal vescovo di Noto Angelo Calabretta.
Continua gli studi universitari coniugandoli con il ministero sacerdotale, quello di assistente del gruppo scout Roma IX del Collegio di San Giuseppe in piazza di Spagna, e quello di assistente diocesano dell'associazione "Silenziosi operai della Croce", che ha come finalità l'accompagnamento e l'animazione spirituale delle persone ammalate per la valorizzazione della sofferenza nel contesto del mistero della salvezza.
Nel 1964 inizia la sua preparazione specifica come alunno della Pontificia accademia ecclesiastica e il 1º gennaio 1967 entra nel servizio diplomatico della Santa Sede, prestando la sua opera successivamente nelle rappresentanze pontificie di: Filippine, Belgio, Lussemburgo, Unione Europea, Venezuela, Haiti, Ruanda e Burundi.
Nel 1976 è richiamato in Vaticano nella Segreteria di Stato, nell'allora Consiglio per gli affari pubblici della Chiesa, con l'incarico di seguire direttamente la vita della comunità cattolica nei paesi dell'America Latina e le attività del Consiglio episcopale latinoamericano (CELAM), in quel momento specialmente impegnato nella preparazione alla 3ª Conferenza generale dell'episcopato di quel continente, solennemente inaugurata da papa Giovanni Paolo II, nella basilica di Nostra Signora di Guadalupe, il 29 gennaio 1979.
Nello stesso periodo dirige la Casa Internazionale del Clero ed è assistente regionale dell'Associazione Guide e Scouts Cattolici Italiani nel Lazio, in un momento in cui l'associazione conosce un rapido incremento dei suoi effettivi e una più dinamica presenza sia nella vita ecclesiale sia in quella civile.

### Ministero episcopale e cardinalato
Il 17 dicembre 1983 papa Giovanni Paolo II lo nomina nunzio apostolico ad Haiti e arcivescovo titolare di Vulturia. Il 6 gennaio 1984 riceve l'ordinazione episcopale, nella basilica di San Pietro in Vaticano, per imposizione delle mani dello stesso pontefice, co-consacranti gli arcivescovi Eduardo Martínez Somalo e Duraisamy Simon Lourdusamy (poi entrambi cardinali).
Forte è il suo impegno nello Stato dell'isola caraibica, dove svolge il suo ministero in un momento difficile e complesso della storia di quella nazione, contrassegnata dalla caduta del regime di François Duvalier e da vari colpi di Stato, nel faticoso cammino verso la democrazia, l'azione della Chiesa in questo frangente è fondamentale.
Il 24 aprile 1990 è nominato nunzio apostolico in Colombia; partecipa alla 4ª Conferenza generale dell'episcopato latino-americano nonché, da inviato speciale del papa, all'insediamento dei presidenti delle repubbliche di El Salvador, Honduras ed Ecuador.
Il 5 febbraio 1999 è trasferito alla nunziatura apostolica in Canada.
Il 17 aprile 2001 papa Giovanni Paolo II lo nomina nunzio apostolico in Italia e a San Marino.
In occasione della scadenza del mandato del cardinale Camillo Ruini alla presidenza della Conferenza Episcopale Italiana, propone una consultazione fra i vescovi italiani per eleggere il nuovo presidente. Successivamente la consultazione viene revocata e il nuovo presidente Angelo Bagnasco, viene scelto da papa Benedetto XVI.
Il 19 dicembre 2006 papa Benedetto XVI lo nomina arcivescovo metropolita di Palermo; succede al cardinale Salvatore De Giorgi, dimessosi per raggiunti limiti di età. Il 10 febbraio 2007 prende possesso dell'arcidiocesi e il 29 giugno successivo riceve il pallio, nella basilica di San Pietro in Vaticano, dal papa.
Il 20 ottobre 2010 papa Benedetto XVI annuncia la sua nomina cardinalizia nel concistoro del 20 novembre seguente, in cui lo crea cardinale presbitero di Santa Maria Odigitria dei Siciliani; il 22 gennaio 2011 prende possesso del titolo.
Il 20 febbraio 2013, al compimento del 75º genetliaco, annuncia le proprie dimissioni come stabilito dalle norme canoniche.
L'8 aprile 2013 papa Francesco lo nomina amministratore apostolico, sede vacante et ad nutum Sanctae Sedis, dell'eparchia di Piana degli Albanesi dopo le dimissioni dell'eparca Sotìr Ferrara; cessa il suo incarico il 28 giugno 2015, quando il nuovo eparca Giorgio Demetrio Gallaro prende possesso dell'eparchia.
Il 27 ottobre 2015 papa Francesco accetta la sua rinuncia al governo pastorale dell'arcidiocesi di Palermo per raggiunti limiti d'età, nominandolo amministratore apostolico in attesa dell'insediamento del successore, Corrado Lorefice, che avviene il 5 dicembre 2015. Conserva il titolo di arcivescovo emerito di Palermo.
Il 21 gennaio 2016 papa Francesco lo nomina cardinale presidente dell'Almo collegio Capranica; succede al cardinale Renato Raffaele Martino dimesso per motivi anagrafici. Il 2 marzo 2019 viene annunciato che papa Francesco ha nominato ad quinquiennium il cardinale Angelo De Donatis quale suo successore nell'incarico.

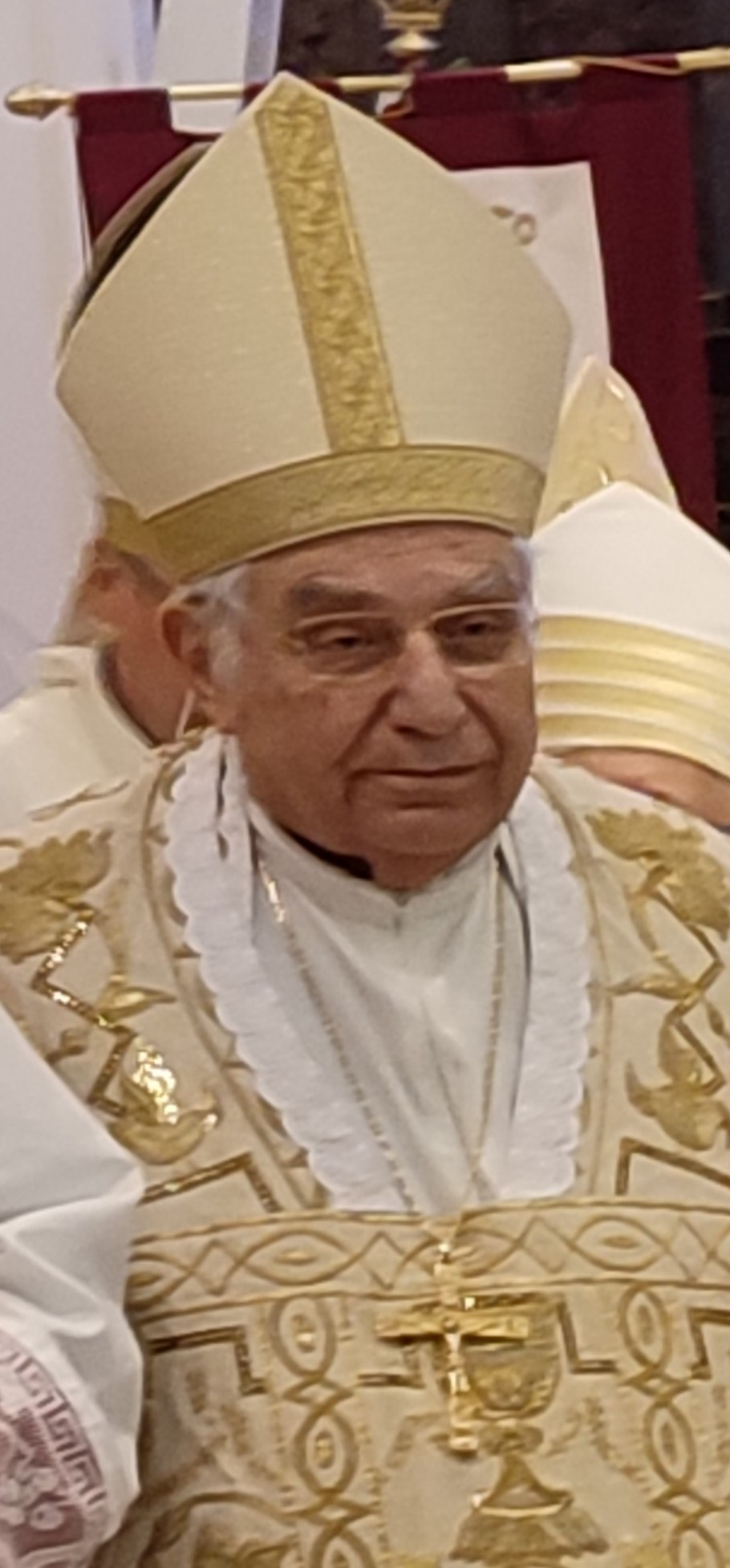
Il cardinale Paolo Romeo il 18 marzo 2023 nella basilica cattedrale di Noto

Il 20 febbraio 2018, al compimento del suo ottantesimo genetliaco, esce dal novero dei cardinali elettori.

## Genealogia episcopale e successione apostolica
La genealogia episcopale è:
- Cardinale Scipione Rebiba
- Cardinale Giulio Antonio Santori
- Cardinale Girolamo Bernerio, O.P.
- Arcivescovo Galeazzo Sanvitale
- Cardinale Ludovico Ludovisi
- Cardinale Luigi Caetani
- Cardinale Ulderico Carpegna
- Cardinale Paluzzo Paluzzi Altieri degli Albertoni
- Papa Benedetto XIII
- Papa Benedetto XIV
- Papa Clemente XIII
- Cardinale Enrico Benedetto Stuart
- Papa Leone XII
- Cardinale Chiarissimo Falconieri Mellini
- Cardinale Camillo Di Pietro
- Cardinale Mieczysław Halka Ledóchowski
- Cardinale Jan Maurycy Paweł Puzyna de Kosielsko
- Arcivescovo Józef Bilczewski
- Arcivescovo Bolesław Twardowski
- Arcivescovo Eugeniusz Baziak
- Papa Giovanni Paolo II
- Cardinale Paolo Romeo

La successione apostolica è:
- Vescovo Jean Alix Verrier (1986)
- Arcivescovo Guire Poulard (1988)
- Vescovo Fabio de Jesús Morales Grisales, C.SS.R. (1991)
- Cardinale Rubén Salazar Gómez (1992)
- Vescovo Nel Hedye Beltrán Santamaria (1992)
- Vescovo Alonso Llano Ruiz (1993)
- Vescovo Jorge Enrique Lozano Zafra (1993)
- Vescovo Tulio Duque Gutiérrez, S.D.S. (1993)
- Arcivescovo Darío de Jesús Monsalve Mejía (1993)
- Vescovo Jaime Prieto Amaya (1993)
- Vescovo Julio César Vidal Ortiz (1994)
- Vescovo José de Jesús Quintero Díaz (1996)
- Vescovo Antonio Bayter Abud, M.X.Y. (1997)
- Vescovo Héctor Ignacio Salah Zuleta (1998)
- Arcivescovo Arthé Guimond (2000)
- Arcivescovo Martin William Currie (2001)
- Vescovo Gianfranco Todisco, P.O.C.R. (2003)
- Vescovo Giovanni Scanavino, O.S.A. (2003)
- Vescovo Luigi Antonio Cantafora (2004)
- Vescovo Vincenzo Carmine Orofino (2004)
- Vescovo Giovanni D'Alise (2004)
- Vescovo Lino Pizzi (2006)
- Vescovo Sergio Pintor (2006)
- Vescovo Carmelo Cuttitta (2007)
- Vescovo Mariano Crociata (2007)
- Vescovo Calogero Peri, O.F.M.Cap. (2010)
- Vescovo Antonino Raspanti (2011)
- Arcivescovo Corrado Lorefice (2015)

## Stemma e motto

### Blasonatura
D'azzurro, alla stella a sei raggi d'argento nel posto d'onore accompagnata nei fianchi da due gigli di francia dello stesso e da un'ombra di sole con sette raggi d'oro nascente dalla punta. Al capo di Palermo: di rosso all'aquila coronata d'oro, col volo abbassato

### Motto
Il motto del cardinale Romeo è "Caritas omnia sustinet", che significa "La carità tutto sopporta" e si ispira proprio all'inno alla carità di San Paolo , in cui si afferma che essa "tutto copre, tutto crede, tutto spera, tutto sopporta." (cfr 1Cor 13, 7)